# Episodi de Il nostro amico Kalle (quarta stagione)
| nº    | Titolo originale           | Titolo italiano             | Prima TV Germania | Prima TV Italia |
| ----- | -------------------------- | --------------------------- | ----------------- | --------------- |
| 1-39  | Der Mann im Baum           | Il nido delle aquile        |                   | 24 luglio 2015  |
| 2-40  | Der Schein trügt           | L'apparenza inganna         |                   | 27 luglio 2015  |
| 3-41  | Chaos in der Gartenkolonie | Buone maniere               |                   | 28 luglio 2015  |
| 4-42  | Landliebe                  | La borsa scomparsa          |                   | 29 luglio 2015  |
| 5-43  | Baby an Bord               | Bebè a bordo                |                   | 30 luglio 2015  |
| 6-44  | Kalle Undercover           | Sotto copertura             |                   | 31 luglio 2015  |
| 7-45  | Herzkreis Chaos            | Il circolo del cuore        |                   | 3 agosto 2015   |
| 8-46  | Vergiftet                  | Allarme ambientale          |                   | 4 agosto 2015   |
| 9-47  | Kalle süss-sauer           | Kalle in agrodolce          |                   | 5 agosto 2015   |
| 10-48 | Flensburg Royal            | L'asso nella manica         |                   | 6 agosto 2015   |
| 11-49 | Kalle auf dem Eis          | Sfida sul ghiaccio          |                   | 7 agosto 2015   |
| 12-50 | Weihnachtstraum            | Sogno di Natale             |                   | 10 agosto 2015  |
| 13-51 | Fischers Fritz             | I due chef                  |                   | 11 agosto 2015  |
| 14-52 | Ungebetener Besuche        | Un ospite sgradito          |                   | 12 agosto 2015  |
| 15-53 | Echte Freunde              | Veri amici                  |                   | 13 agosto 2015  |
| 16-54 | Schnuppermassage           | Furto al centro benessere   |                   | 14 agosto 2015  |
| 17-55 | Scherben bringen Glück     | Che fine ha fatto la sposa? |                   | 17 agosto 2015  |
| 18-56 | Bodyguards                 | Guardie del corpo           |                   | 18 agosto 2015  |
| 19-57 | Spritztour                 | L'immobiliarista            |                   | 19 agosto 2015  |
| 20-58 | Natalies Geheimnis         | Il segreto di Natalie       |                   | 20 agosto 2015  |